# Quetzalcoatlus
Quetzalcoatlus byl rod obřího ptakoještěra a zřejmě jeden z největších létajících tvorů všech dob. Žil v období svrchní křídy před asi 70 až 66 miliony let na území dnešního státu Texas (souvrství Javelina, USA). Vyskytoval se však zřejmě na většině území Severní Ameriky (krční obratel objevený v roce 2002 v Montaně také nejspíš patřil tomuto rodu). Podobně velkými rody ptakoještěrů byli ještě další azdarchidi Arambourgiania a Hatzegopteryx.

## Rozměry

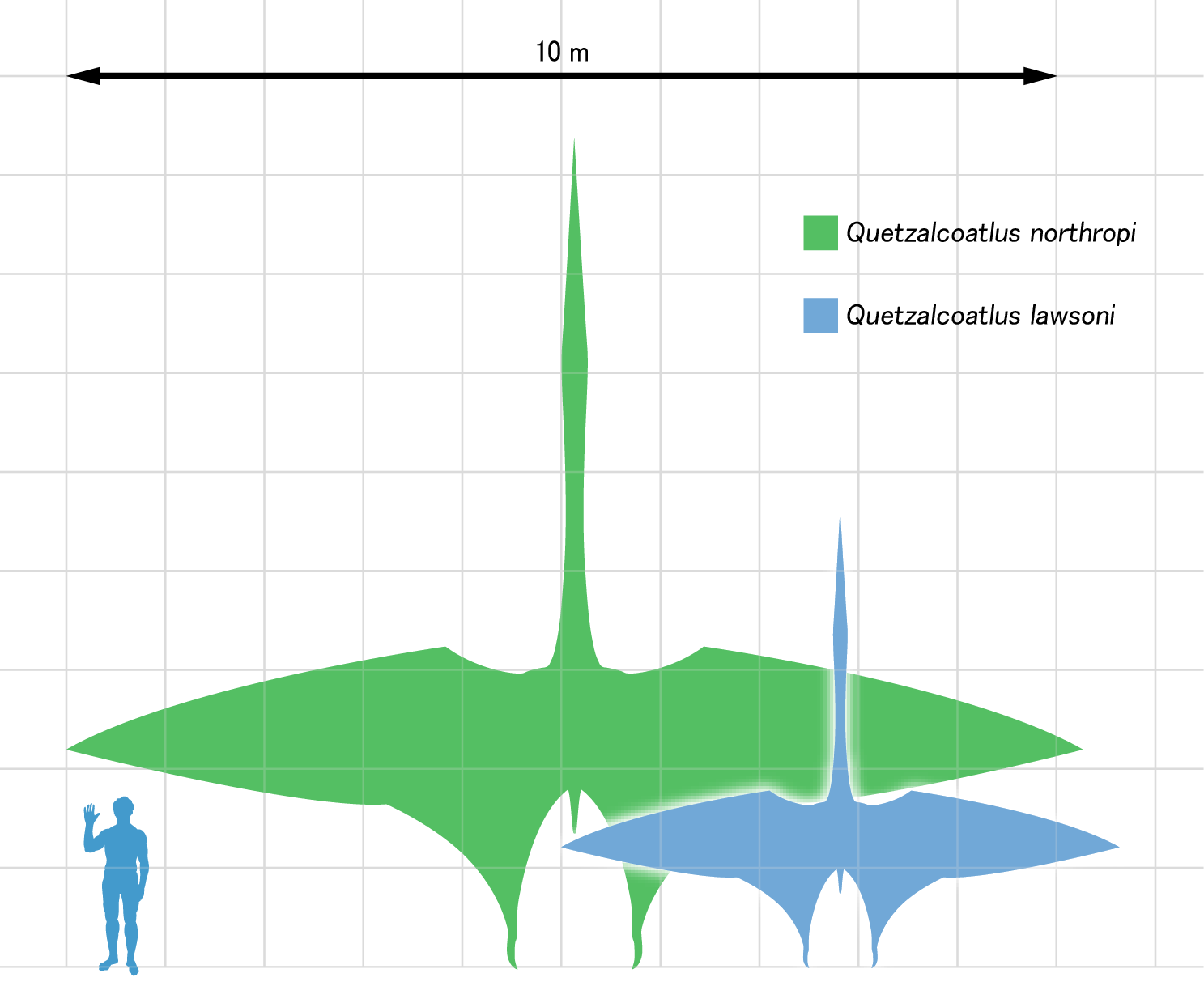
Porovnání velikosti kvecalkoatla a člověka.

Tento gigantický ptakoještěr mohl dosáhnout v rozpětí křídel až kolem 12 metrů, což je stejné jako u malého dopravního letadla (pravděpodobnější jsou možná hodnoty kolem 10–11 metrů). Rozpětí křídel tohoto pterosaura bylo zhruba třikrát větší než u největšího létajícího ptáka současnosti, kondora andského. Jeho hmotnost se zřejmě pohybovala kolem 200 až 250 kg, těžší tělo by již aktivní let nejspíš neumožňovalo. Měl velmi dlouhý krk (asi 2 až 3 metry) a hlavu, která možná přesáhla i se zobákem délku 2,5 metru.
Když dospělý kvecalkoatlus kráčel po zemi, pak dosahoval výšky až kolem 6 metrů (více než u současných žiraf). O anatomii a funkční morfologii tohoto obřího ptakoještěra ale ještě mnohé informace nemáme.

## Paleoekologie
Živil se pravděpodobně rybolovem nebo kroužil nad krajinou a vyhledával dole pod sebou dinosauří mršiny. Novější teorie vidí v těchto obřích azdarchidech kráčející tvory podobné obřím čápům, vyhledávající drobnější kořist v bažinách a na pevné zemi, což zahrnuje i mláďata dinosaurů, která byla též snadnou kořistí. Nové výzkumy naznačují, že se tento ohromný pterosaur mohl chovat podobně jako obří volavka.
Podle některých výzkumů byl tento obří ptakoještěr velmi efektivním letcem, schopným urazit vcelku až kolem 16 000 kilometrů, a to při průměrné rychlosti asi 130 km/h po dobu 7 až 10 dnů. Podle novějších výzkumů ale ve skutečnosti možná nebyl Quetzalcoatlus dobrým letcem a plachtit dokázal jen na relativně krátké vzdálenosti.
Stále tedy zůstávají otazníky nad způsobem, jakým se tento obří ptakoještěr dostával do vzduchu a jakým mohl za letu překonávat velké vzdálenosti.

## Etymologie
Jméno je odvozeno z řeči mexických indiánů (Aztéků) a je původním označením božstva „Okřídleného hada“. Druhové jméno northropi bylo zvoleno podle letecké společnosti Northrop-Grumman. Vědecké binomické jméno Quetzalcoatlus northropi bylo v roce 2019 rozhodnutím Mezinárodní komise pro zoologickou nomenklaturu (ICZN) konzervováno a stanoveno jako neměnné.
V roce 2021 byl ze sedimentů souvrství Javelina formálně popsán nový druh rodu Quetzalcoatlus, a to Q. lawsoni.

## V populární kultuře
Quetzalcoatlus se vyskytuje například v šesté epizodě fiktivně dokumentárního seriálu Putování s dinosaury nebo ve čtvrtém díle fiktivního dokumentu Planeta dinosaurů. Objevuje se však také v dokumentech Toulky dinosaurů Amerikou, Dinosauři: Anatomická tajemství nebo Poslední dny dinosaurů. V roce 1986 vytvořili letečtí inženýři (vedení Paulem MacCreadym) funkční repliku kvecalkoatla poloviční velikosti (rozpětí křídel 5,5 metru). Několikaminutový let tohoto modelu pak natočili a stal se součástí dokumentu s názvem On the Wing („Na křídlech“) IMAXu. Obří ptakoještěr se objevil také v četných knižních příbězích, z českých lze uvést například titul Poslední dny dinosaurů, kde je zobrazen jako obří mrchožrout, jeden z posledních ptakoještěrů vůbec. Dále Quetzalcoatlus vystupuje například ve filmu Jurský svět: Nadvláda.